# Urosigalphus bruchi
Urosigalphus bruchi är en stekelart som beskrevs av Crawford 1907. Urosigalphus bruchi ingår i släktet Urosigalphus och familjen bracksteklar. Inga underarter finns listade i Catalogue of Life.